# کلایو راسل
کلایو راسل (به انگلیسی: Clive Russell) (زاده ۷ دسامبر ۱۹۴۵) بازیگر انگلیسی است. او بیشتر برای ایفای نقش‌هایی همچون فردریک آبرلاین در مجموعه تلویزیونی ریپر استریت و برندون تالی در مجموعه شبکه اچ‌بی‌او تحت عنوان بازی تاج‌وتخت شناخته شده‌است.قد وی ۱۹۸ سانتی متر است.
همچنین از فیلم‌هایی که وی در آن نقش داشته‌است، می‌توان به ۱۹۸۳ و موزه مارگارت اشاره کرد.